# Gare de Villedieu-les-Poêles
Gare de Villedieu-les-Poêles vasútállomás Franciaországban, Villedieu-les-Poêles településen.

## Vasútvonalak
Az állomást az alábbi vasútvonalak érintik:
- Argentan–Granville-vasútvonal

## Kapcsolódó állomások
A vasútállomáshoz az alábbi állomások vannak a legközelebb:
- Gare de Saint-Sever
- Gare de Folligny